# ホワイトブラフス
ホワイトブラフス (英語: White bluffs)とはかつてアメリカ合衆国ワシントン州ベントン郡にあった農業の町。町はハンフォード・サイトとして知られている核生産施設のための場所を確保するためにハンフォードの町と共に1943年に強制的に立ち退かされた。
白人入植者達が来る前に、土地にはパルースに密接に関連した部族のヤナパムインディアン、ヤカマ民族と、 ネズ・パース族が住んでいた。
ホワイトブラフスの最初の白人の入植は1861年であった。最初の入植地はコロンビア川の東岸、フランクリン郡に位置しており、現在のハンフォード核管理区域のエリア100Hの近くだった。ブリティッシュコロンビア州のゴールドラッシュによる交通を満たすためコロンビア行きのフェリーが建造された。1890年代初頭までに人口が増え、町はコロンビア川の西岸の、ベントン郡の側にまで拡大した。
米国政府が1943年3月の初めにホワイトブラフスの住民の家を押収を開始したが、いくつかの家は政府の事務所として用いるために直ちに押収された。住民が家を放棄するまでに与えられた猶予は3日から2ヶ月だった。住宅や果樹園は土地を整備するために政府によって燃やされた。ホワイトブラフスの墓地に埋葬された177人にも及ぶ遺骨は1943年5月6日に約30マイル(50km)離れたプロッサーの墓地に改葬された。
政府がホワイトブラフスの町を没収する前までは、梨、りんご、野菜、ワイン生産用のブドウ栽培が主な収入源であった。今日、町にはほとんど何も残っていない。
ホワイトブラフスの様々な写真が含むフォトギャラリーが2008年6月15日にアメリカ合衆国エネルギー省により公開された。